# Ngkeklau
Ngkeklau ist ein Dorf im Süden des administrativen Staates Ngaraard (d. h. ein Verwaltungsgebiet) im Inselstaat Palau im Pazifik. 

## Geographie
Das Dorf liegt in den östlichen Küstenebenen von Ngaraard. Es gibt zahlreiche vorgeschichtliche Zeugnisse wie Steinpfade, Plattformen und Begräbnisstätten. An der Küste gibt es ausgedehnte Mangrovenbestände und einige Sandstrände.